# Saint-Loup-Terrier
Saint-Loup-Terrier je francouzská obec v departementu Ardensko v regionu Grand Est. V roce 2014 zde žilo 173 obyvatel.

## Poloha obce
Sousední obce jsou: Baâlons, Bouvellemont, Écordal, Guincourt, Chesnois-Auboncourt, Jonval, Mazerny, Tourteron a Wignicourt.

## Vývoj počtu obyvatel
Počet obyvatel